# Падение Доктора
«Падение Доктора» (англ. The Doctor Falls) — двенадцатая и заключительная серия десятого сезона британского научно-фантастического телесериала «Доктор Кто». Премьера серии состоялась 1 июля 2017 года на канале BBC One. Сценарий эпизода написан Стивеном Моффатом. Режиссёром выступила Рэйчел Талалэй.
Этот эпизод стал последним для Мишель Гомес в роли Мисси и Мэтта Лукаса, исполняющего роль Нардола. Также в конце серии появился Дэвид Брэдли в качестве Первого Доктора.

## Синопсис
Киберлюди с Мондаса восстают. Пришло время для последней битвы Доктора.

## Сюжет

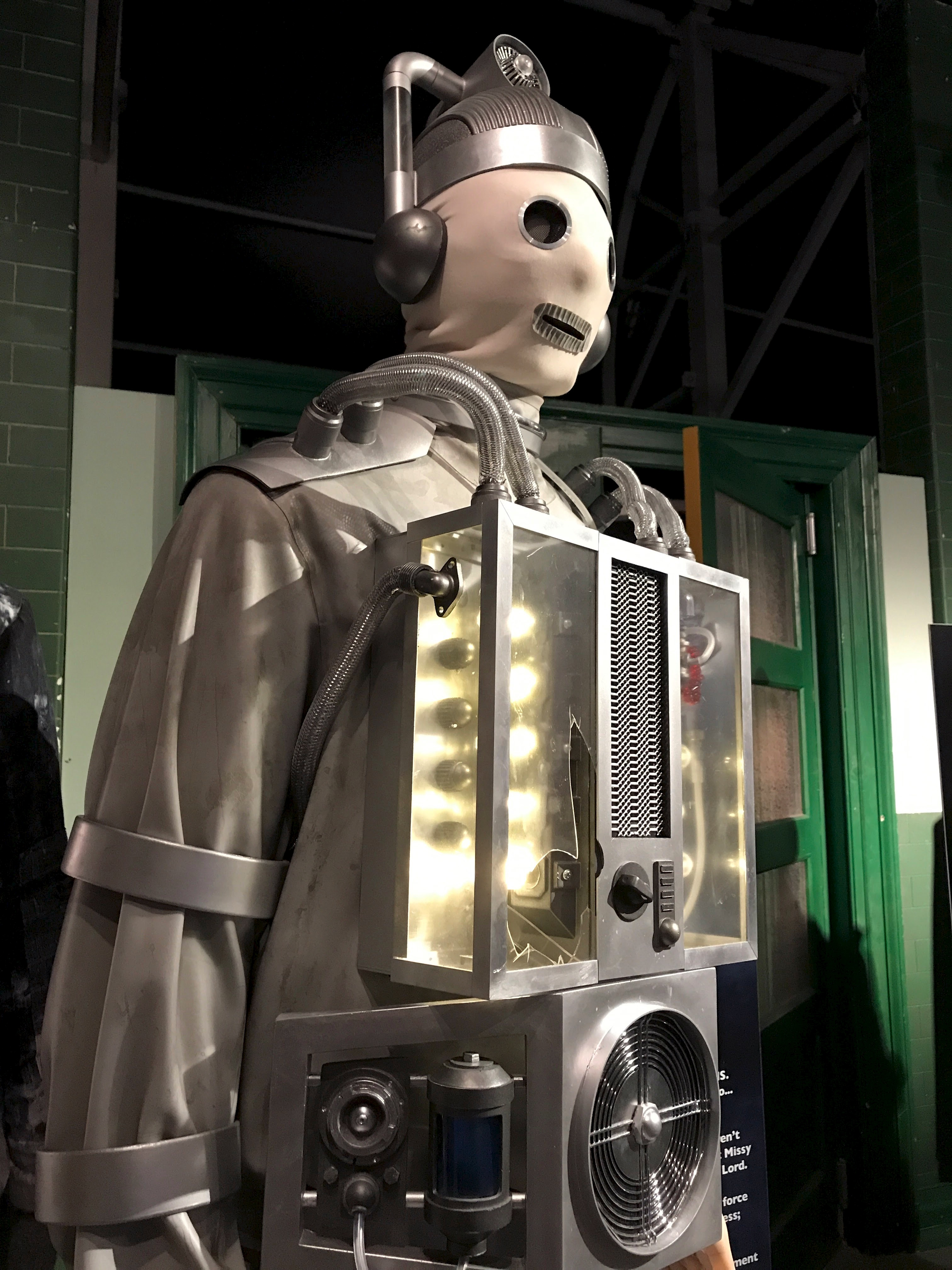
Мондасианский киберчеловек на выставке Doctor Who Experience

На огромном космическом корабле, уходящем за горизонт событий чёрной дыры, Доктор оказывается в плену у Мастера и Мисси. К своему ужасу он выясняет, что Билл была превращена в киберчеловека. Доктору удаётся перепрограммировать киберсеть, сделав Повелителей Времени мишенями для киберлюдей, и теперь все они вынуждены бежать с крыши больницы. На помощь прилетает Нардол на украденном шаттле, однако один из киберлюдей успевает ударить Доктора разрядом электричества.
Группе удаётся достигнуть более высокого уровня корабля, где находится солнечная ферма, населённая детьми и взрослыми, которые вынуждены отбиваться от прототипов ранних киберлюдей. Доктору становится лучше, однако у него проявляются признаки надвигающейся регенерации, которую он старается сдержать. Тем временем Билл не осознаёт, что её обратили в киберчеловека. Доктор объясняет, что её сильный разум старается действовать как фильтр восприятия. У Билл на глазах проступают слёзы, которые Доктор называет знаком того, что ещё не всё потеряно и надежда есть. Доктор, Мисси и Мастер обнаруживают в лесу неподалёку замаскированный лифт, который можно использовать как путь отступления. После того как Мисси вызывает лифт, к ним поднимается улучшенный киберчеловек, которого они побеждают совместными усилиями. Доктор предупреждает, что из-за эффекта замедления времени, у их врагов есть больше времени на развитие и разработку плана.
Нардол обнаруживает, что под полом солнечной фермы проложены трубы с топливом, которые можно взорвать, задержав тем самым атаку киберлюдей. Доктор находит в доме потайной ход, ведущий в лес к лифту, через который можно эвакуировать детей на другую ферму несколькими этажами выше, поскольку битву всё равно не выиграть. Мастер и Мисси намерены на лифте отправиться на нижний уровень, чтобы найти свою ТАРДИС, отвергнув просьбу Доктора остаться с ним и помочь людям. Трюк Нардола со взрывчаткой срабатывает при первом натиске киберлюдей, и те, полагая, что жители фермы куда сильнее, чем на самом деле, отступают, чтобы придумать новый план, давая тем самым людям больше времени. Доктор говорит Нардолу, что тот должен возглавить эвакуацию детей, а сам намеревается остаться сражаться с киберлюдьми. Билл решает остаться с Доктором. Тем временем Мисси вместе с Мастером достигают лифта. Мисси ударяет Мастера кинжалом, спровоцировав его регенерацию, и заявляет, что пришло время поступить правильно и встать на сторону Доктора. Мастер в ответ смертельно ранит её выстрелом из своей лазерной отвёртки без возможности запустить процесс регенерации.
Армия киберлюдей снова наступает, и Доктор старается дать ей отпор. Киберлюдям удаётся окружить Повелителя Времени и несколько раз смертельно ранить его, после чего Доктор, вновь сдерживая регенерацию, взрывает весь этаж, уничтожив большую часть врагов вместе с собой. Билл находит тело Доктора на поле боя и оплакивает своего друга. Внезапно девушка ощущает, как к ней возвращается её прежняя человеческая форма вместо облика киберчеловека. Появляется Хезер («Пилот») и объясняет, что она нашла Билл, потому что та плакала, и пришла к ней на помощь. Вместе они доставляют тело Доктора на борт его ТАРДИС. Затем Хезер приглашает Билл отправиться с ней исследовать вселенную. Со слезами на глазах Билл целует Доктора на прощание и уходит вместе с Хезер.
Доктор оживает и отказывается регенерировать, даже если это означает его окончательную смерть. После приземления ТАРДИС он выходит наружу, оказавшись посреди заснеженной местности, и сталкивается со своим первым воплощением.

### Связь с другими сериями
Мисси знает о том, что Доктор погибал при падении, так как Четвёртый Доктор упал с радиомачты, пытаясь разрушить план Мастера по захвату вселенной в «Логополисе». Доктор предлагает Алит мармеладки, которые нравились многим другим Докторам и которые чаще всего ассоциируются с Четвёртым Доктором.
Мисси не помнит своё прошлое в качестве Мастера, поскольку их временные линии рассинхронизированы, когда они вместе. Таким же образом в «Дне Доктора» объяснялось, почему предыдущие воплощения Доктора обычно не запоминают подробностей встреч друг с другом. Когда Мисси обнимает Мастера, она говорит: «Мне нравилось быть тобой». То же самое Десятый Доктор сказал Пятому на прощание в мини-эпизоде «Раскол во времени».
Фраза «Без надежды. Без свидетелей. Без награды» неоднократно звучала из уст персонажей в серии «Экстремис».
Во время последней битвы Доктор перечисляет различные места своих встреч с киберлюдьми: Мондас («Десятая планета»), Телос («Гробница киберлюдей»), Планета 14 («Вторжение»), Вога («Месть киберлюдей»), Кэнэри-Уорф («Армия призраков»/«Судный день») и Луна («Лунная база»). Также он упоминает Маринус, ссылаясь на события комикса «The World Shapers» с Шестым Доктором, в котором вурды эволюционировали в киберлюдей.
Фраза «Я не просто доктор. Я Доктор. Самый первый, можно сказать» состоит из двух реплик из серий классического сериала. В «Роботе» Четвёртый Доктор говорит Гарри Салливану: «Ты можешь быть просто доктором, но я — Доктор. Заглавная буква, можно сказать». В «Пяти Докторах» Первый Доктор заявляет Тиган: «Я Доктор. Самый первый, можно сказать».
Билл говорит Доктору на прощание: «Пока есть слёзы, есть надежда», что перекликается с последними словами Третьего Доктора в «Планете пауков»: «Нет, не плачь. Пока есть жизнь, есть [надежда]…»
Доктору мерещится, как некоторые из его бывших спутников из возрождённого сериала и Мисси произносят его имя, подобно Четвёртому Доктору в «Логополисе». Когда Доктор приходит в сознание, он цитирует себя при предыдущих регенерациях: «Сонтаранцы меняют историю человечества» (Четвёртый Доктор в «Роботе»), «Я не хочу уходить» (Десятый Доктор в «Конце времени») и «Когда Доктор был мной» (Одиннадцатый Доктор во «Времени Доктора»).

### Внешние отсылки
Мисси с Мастером танцуют на крыше больницы под музыкальную композицию Эла Боулли «Midnight, the Stars and You».
Готовясь к обороне фермы, Нардол говорит её жителям помнить об Аламо. В 1836 году Миссия Аламо была захвачена армией генерала Санта-Анна, и выражение «Помни Аламо» стало крылатым благодаря независимым войскам, которые позже победили мексиканскую армию, что привело к образованию Республика Техас.
Мисси называет сообщество людей Уолтонами, что является отсылкой к телесериалу «Уолтоны» о семье фермеров во времена Великой депрессии.

## Производство
Вместе с эпизодом «Будь вечны наши жизни» серия вошла в седьмой съёмочный блок. Читка сценария состоялась 21 февраля 2017 года. Съёмки начались в марте 2017 года. 7 марта на улице Bute Street в Кардиффе снимались сцены с киберлюдьми на нижнем уровне корабля. Съёмочный процесс завершился 7 апреля 2017 года. Финальная сцена с Дэвидом Брэдли снималась в июне 2017 года как часть производственного блока рождественского спецвыпуска «Дважды во времени».
Дэвид Брэдли, появившийся в качестве Первого Доктора в конце эпизода, играл роль Уильяма Хартнелла в докудраме «Приключение в пространстве и времени», а также роль Соломона в серии «Динозавры на космическом корабле». Помимо этого он озвучил одного из персонажей в двухсерийной истории «Смерть Доктора» в спин-оффе «Приключения Сары Джейн».

## Показ
Премьера серии состоялась 1 июля 2017 года на канале BBC One. За ночь эпизод посмотрели 3,75 миллиона телезрителей Великобритании. По сравнению с другими программами, вышедшими в тот же день, доля общей зрительской аудитории составила вполне успешные 25,3 %. Окончательный рейтинг вырос до 5,30 миллионов с долей 31,3 %, позволив «Падению Доктора» занять восьмую позицию среди самых просматриваемых программ недели на BBC One. Серия получила высокий индекс оценки 83.

### Отзывы критиков
| Рейтинги                        | Рейтинги |
| Издание                         | Оценка   |
| ------------------------------- | -------- |
| Rotten Tomatoes (Tomatometer)   | 100%     |
| Rotten Tomatoes (Average Score) | 9,29     |
| Radio Times                     | [ 19 ]   |
| New York Magazine               | [ 20 ]   |
| SFX Magazine                    | [ 21 ]   |
| Daily Mirror                    | [ 22 ]   |
| The Daily Telegraph             | [ 23 ]   |
| TV Fanatic                      | [ 24 ]   |
| Российская газета               | [ 25 ]   |
| IGN                             | 7,9      |
| The A.V. Club                   | A        |
| Indiewire                       | A-       |
| Entertainment Weekly            | A-       |

«Падение Доктора» был удостоен крайне положительной реакции критиков, многие из которых посчитали эпизод достойным завершением десятого сезона. Рейтинг серии на сайте Rotten Tomatoes составляет 100 % со средней оценкой 9,29 из 10 на основе 15 рецензий.
Патрик Малкерн из журнала Radio Times оценил эпизод на максимальные пять звёзд, выделив игру актёров как одну из сильнейших его сторон: «Капальди, Симм и Гомес, разумеется, просто изумительны вместе. Питер Капальди великолепен как всегда. Это поистине его серия. Его Доктор, быть может, и пал, однако сам он с достоинством выдерживает жёсткую конкуренцию. Мастер Джона Симма — безжалостный мерзавец до мозга костей, но не псих, которым он был семь лет назад. Мишель Гомес превосходно воплощает двойственность и самоанализ и смеётся над своей собственной трагедией. За их танцы, флирт и вероломство можно просто умереть». Газета The Daily Telegraph наградила серию четырьмя звёздами из пяти, также похвалив роль двух Мастеров в истории: «Вместе, Симм и замечательная Мишель Гомес, воплощающая более позднюю версию того же мятежного Повелителя Времени, составили фантастический дуэт, дискутирующий о том, стоит ли принять сторону Доктора или же продолжить свои злодеяния».
Рецензент сайта Den of Geek Саймон Брю воздал должное игре Питера Капальди: «Величественный, удивительный, блистательный Питер Капальди. Если вам требовалось напомнить о том, как сильно по нему будут скучать, когда он покинет „Доктора Кто“ в конце года, его выдающаяся работа здесь делает именно это. Когда он получил явно смертельные повреждения от взрыва и продолжал сдерживать свою регенерацию, я обнаружил, что вслух проговариваю: „Я не хочу, чтобы ты уходил“». Росс Рудигер из New York Magazine также одобрительно отозвался о ведущем актёре: «А ещё есть Питер Капальди. Эта речь! Эта грандиозная речь, которую он выдаёт двум Мастерам! Если это не заслуживает того, чтобы войти в обиход, то я не знаю. Я обожаю Питера Капальди. Вне всякого сомнения, он был моим Доктором в возрождённом „Докторе Кто“, завершающим свой десятый сезон, и нам несказанно повезло быть благословлёнными его талантами».
Морган Джеффри с портала Digital Spy тоже отметил игру Питера Капальди: «Его речь „Где я стою, там и паду“ — это, пожалуй, его лучшее выступление в сериале на данный момент. Доктор, на грани слёз, излагающий, почему ему всегда приходится принимать бой, может сравниться со знаменитым антивоенным монологом из „Преображения зайгонов“». В целом он назвал финал «сплошным эмоциональным вихрем», прокомментировав саморазрушительную натуру конца Мисси и Мастера, судьбу Билл, получившую шанс на возвращение, душещипательные финальные сцены с Нардолом и ставшие эмоциональным апогеем заключительные сцены с уже ослабленным Доктором, предпринявшим самоубийственную миссию взорвать как можно больше киберлюдей вместе с собой. Издание Daily Mirror присвоило серии пять звёзд из пяти, согласившись, что речь Доктора, обращённая к Мастеру и Мисси, была «великолепно подана и достойна наград. Капальди просто сияет. От его изысканной игры не отстаёт и Пёрл Маки. „Падение Доктора“ стал чрезвычайно удовлетворяющим, насыщенным, затрагивающим душевные струны завершением, прекрасно сложенным по двум простым причинам: искусное повествование и потрясающая актёрская игра».

## Награды и номинации
Эпизод получил номинацию на премию BAFTA Cymru в категории «лучшие специальные и визуальные эффекты».